# Chrystian & Ralf (álbum de 1989)
Chrystian & Ralf é o sétimo álbum de estúdio da dupla sertaneja brasileira Chrystian & Ralf, lançado em 1989. O álbum vendeu mais de um milhão de cópias, garantindo um disco de diamante, e o maior sucesso do álbum é a canção "Nova York", que anos mais tarde seria regravada por duplas como César Menotti & Fabiano, Victor & Leo e Jorge & Mateus. Outro sucesso foi "O Mais Fraco Coração" (escrita pelo cantor Eduardo Araújo), que inclusive ganhou um videoclipe.

## Faixa[2]
| N.º            | Título                 | Compositor(es)                        | Duração |  |
| 1.             | "O Mais Fraco Coração" | Eduardo Araújo                        | 4:04    |  |
| 2.             | "Paixão Preferida"     | Domiciano / Rionegro                  | 2:59    |  |
| 3.             | "Nova York"            | Chrystian / Ralf                      | 3:43    |  |
| 4.             | "Que Queres Tu de Mim" | Evaldo Gouveia / Jair Amorim          | 2:43    |  |
| 5.             | "Jeito Gostoso"        | Antônio Carlos / Jocafi               | 3:48    |  |
| 6.             | "Batalha do Amor"      | Domiciano / Rionegro                  | 2:35    |  |
| 7.             | "Mãe Terra"            | Lula Barbosa / Ana Caran              | 4:51    |  |
| 8.             | "A Melhor Mentira"     | Fernando Mendes                       | 4:05    |  |
| 9.             | "Distância"            | Carlos Randall / Dimarco / Luiz Berto | 3:05    |  |
| 10.            | "Caminheiro"           | Jack                                  | 3:57    |  |
| 11.            | "Separação"            | Domiciano / Rionegro                  | 2:55    |  |
| 12.            | "Saudade"              | Chrystian                             | 1:21    |  |
| Duração total: | Duração total:         | Duração total:                        | 40ː17   |  |

## Certificações
| Brasil (ABPD)                             | Diamante | 1989 | 1.000.000* |
| *número de vendas baseado na certificação |          |      |            |